# Tokyo Tower of Babel

Design

Der Tokyo Tower of Babel ist eine im Jahr 1992 von dem japanischen Architekten Toshio Ojima der Waseda University entworfene Megastruktur für Tokio, dessen Name an den Turmbau zu Babel angelehnt ist. Mit einer Höhe von 10 Kilometern ist er die höchste jemals vorgeschlagene Wolkenkratzer-Vision.
Die Baukosten werden umgerechnet auf über 300 Billionen US-Dollar geschätzt und bis zu 30 Millionen Personen würden in dem Gebäude wohnen können. Die Baudauer wird auf zwischen 100 und 150 Jahre geschätzt.

## Potentielle Probleme
- Die Struktur wäre so riesig, dass sie regelmäßig auf Probleme überprüft und quasi-permanent repariert werden müsste, was eine genaue Einschätzung der Wartungskosten schwierig bis unmöglich macht.
- Es bestünde ein hohes Risiko an Flugzeugkollisionen, weshalb es notwendig wäre, den Flug im näheren Umfeld streng zu reglementieren oder zu verbieten.
- Wenn die Struktur beispielsweise aufgrund eines Erdbebens oder anderen Katastrophen einstürzt, würde dies viele Millionen Todesopfer zur Folge haben, weshalb extrem strenge Baunormen erforderlich wären.
- Sollten die Fenster in den Obergeschossen zu Bruch gehen, sind die Bewohner Außentemperaturen von bis zu −50 °C und starken Windböen ausgesetzt. Die oberen Stockwerke müssten deshalb etwa so luftdicht und wärmespeichernd gebaut sein wie ein Düsenflugzeug.[4]